# 388 Greenwich Street
388 Greenwich Street, auch Shearson Lehman Plaza und Travelers Building, ist ein Büro-Wolkenkratzer im Stadtteil Tribeca in New York City. Das Hochhaus bildet mit der benachbarten und baulich verbundenen 10-stöckigen 390 Greenwich Street einen Komplex, der den globalen Hauptsitz des Finanzdienstleistungskonzerns Citigroup beherbergt.

## Beschreibung
Der postmoderne Wolkenkratzer befindet sich in Lower Manhattan auf der West Side von Manhattan unmittelbar am Hudson River. Zwischen dem Gebäude und dem Fluss verläuft die West Street als Teilabschnitt des West Side Highways. Dahinter liegt am Ufer des Hudson Rivers der Hudson River Park und die beiden mit Freizeiteinrichtungen und Grünanlagen neugestalteten Piers 25 und 26. An der Greenwich Street befindet sich vor dem Gebäude die kleine Platz- und Parkanlage „Greenwich Street Plaza“. Bis zum Stadtteil Battery Park City und dem World Trade Center im Süden sind es nur wenige hundert Meter.
Das Hochhaus wurde vom Architekturbüro Kohn Pedersen Fox entworfen und von 1986 bis 1988 erbaut. Es verfügt bei einer Höhe von 150,9 m (495 Fuß) über 39 Etagen und ist eines der wenigen Gebäude in New York mit Doppelstockaufzügen. Im Dezember 2007 verkaufte die Citigroup den Komplex als Sicherheitsmaßnahme aufgrund der Weltfinanzkrise 2007/08 für 1,58 Milliarden US-Dollar an die Firmen SL Green Realty und SITQ. 2016 kaufte die Bank den Komplex zurück und verlegte ihren Firmensitz von der 399 Park Avenue hierher. Im Jahr 2016 kündigte die Citigroup eine Renovierung des Komplexes an, die 2018/19 erfolgte. Diese umfasste für beide Gebäude unter anderem die Errichtung einer gemeinsamen Lobby und eine einheitliche Glasfassade sowie eine Dachterrasse auf dem 10-stöckigen Gebäude und das Anlegen der „Greenwich Street Plaza“. Die von Skidmore, Owings & Merrill durchgeführte äußere Umgestaltung umfasste die Anbringung einer Glasfassade in den unteren Stockwerken des Büroturms und der gesamten 390 Greenwich Street auf der Westseite Richtung Hudson River.
Der Wolkenkratzer erhielt bei der Nachhaltigkeit das LEED-Zertifikat in Silber.

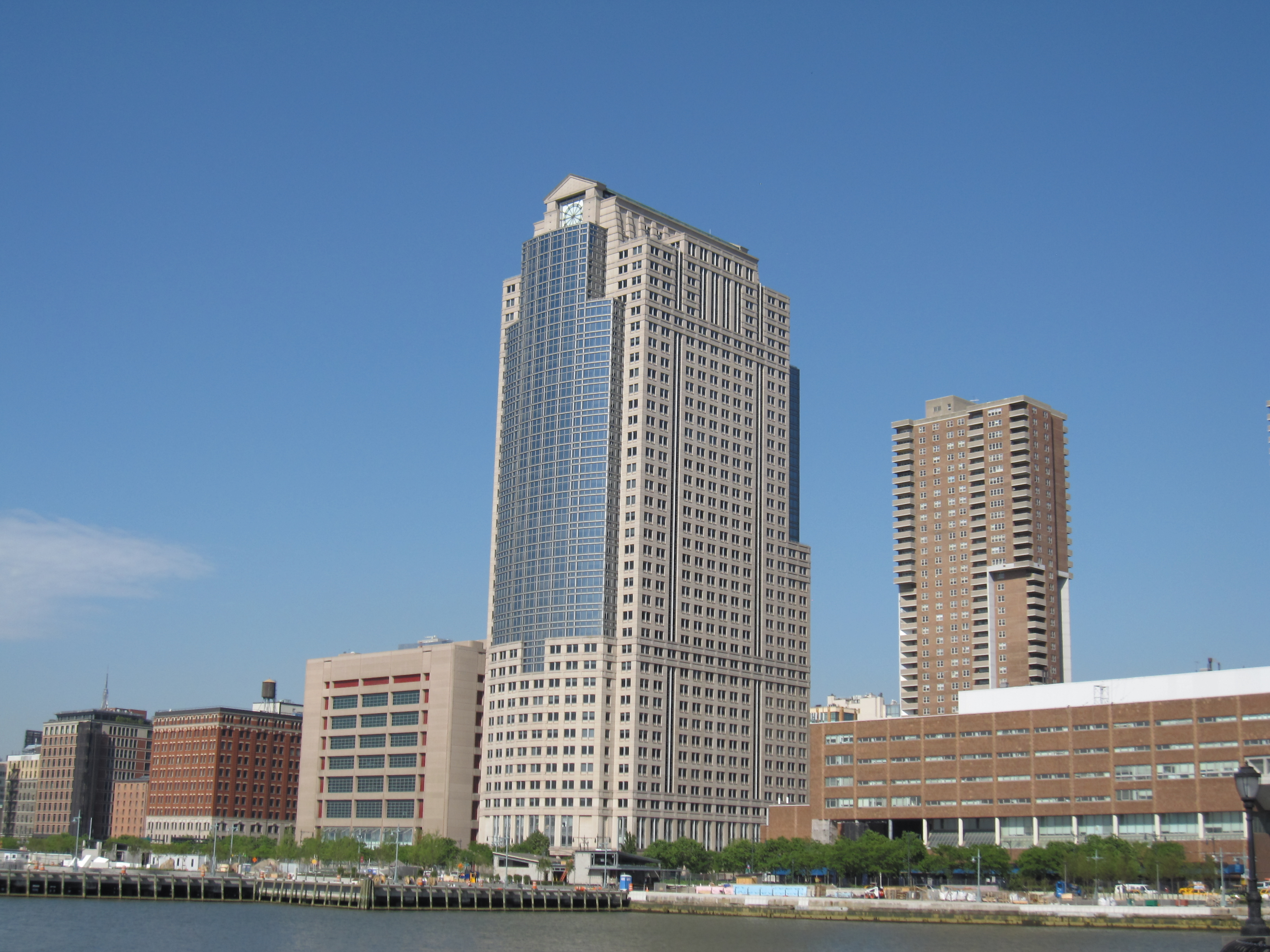
Die Gebäude vor dem Umbau im Jahr 2010
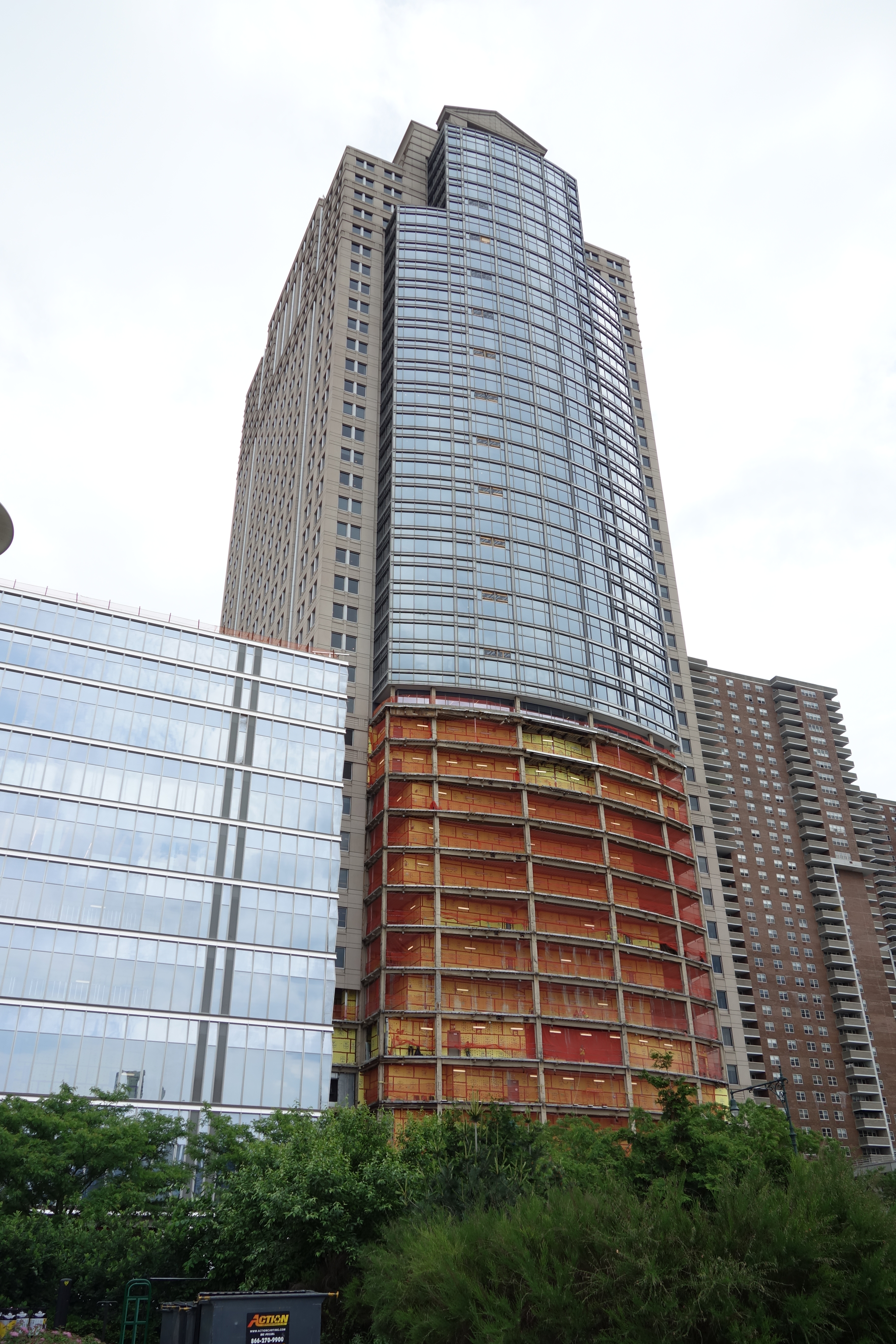
Der Komplex während des Umbaus 2018
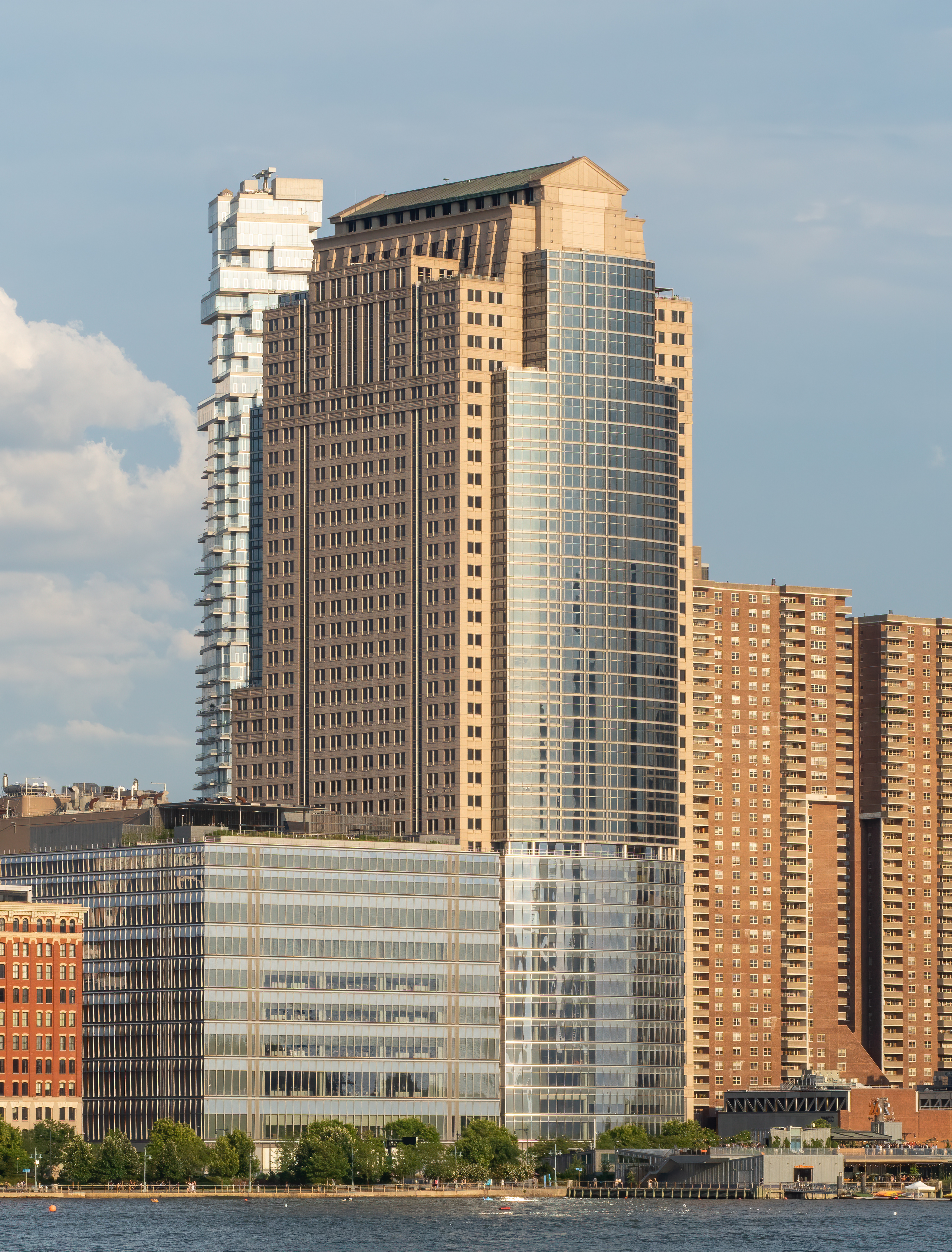
Blick vom Hudson River im Juli 2021
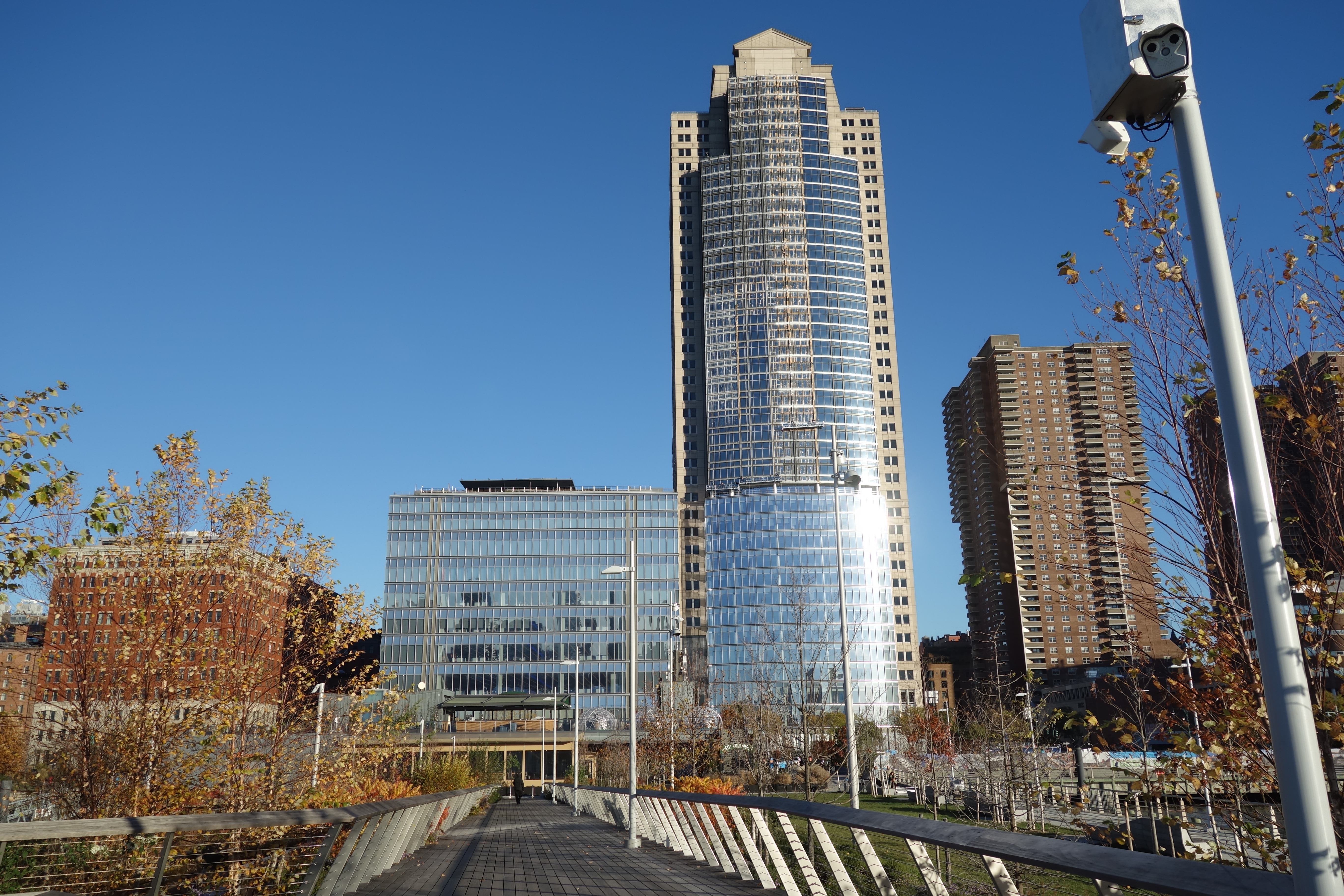
Blick vom Pier 26 im November 2021
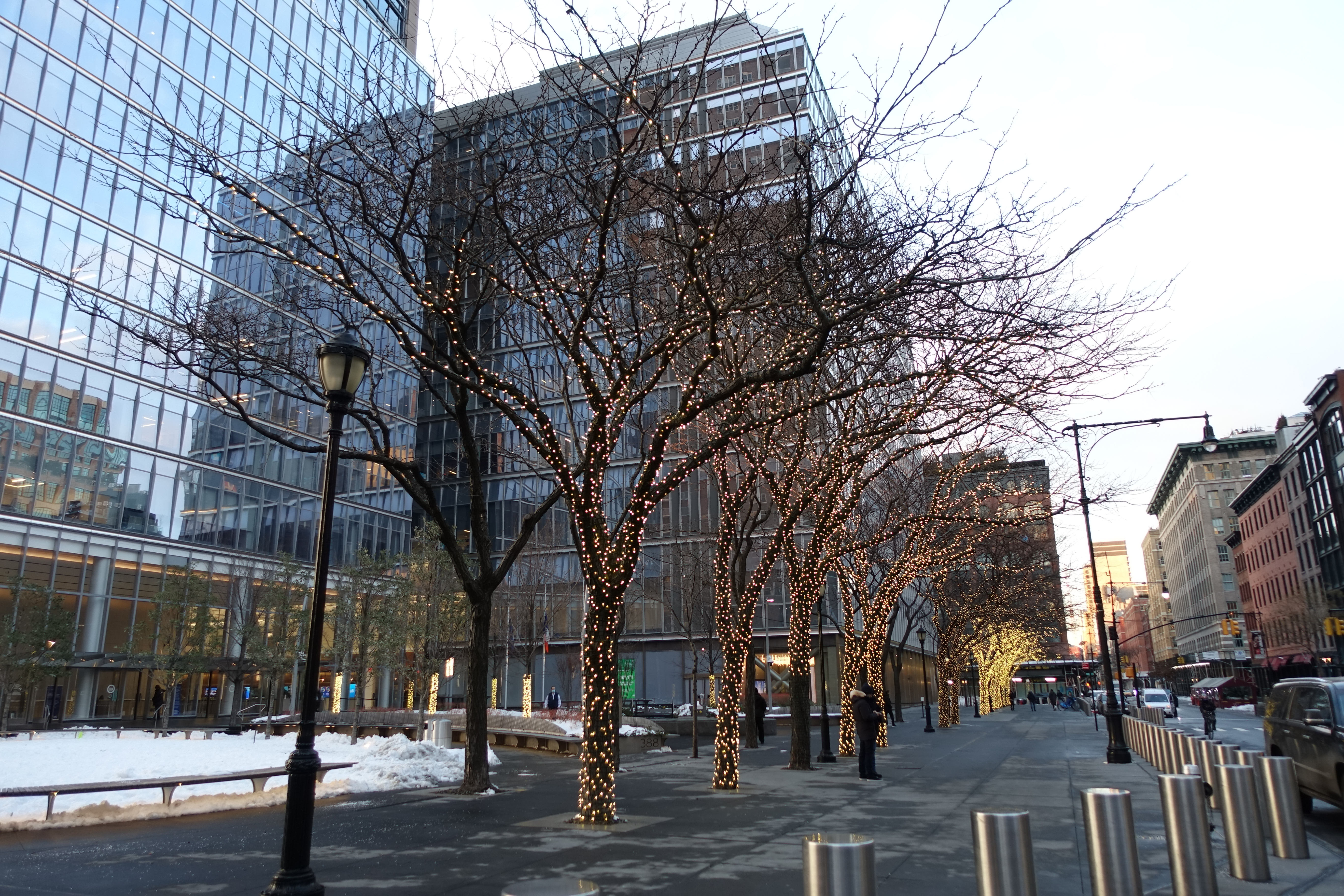
Greenwich Street Plaza im Februar 2022